# Czymchowska Polana

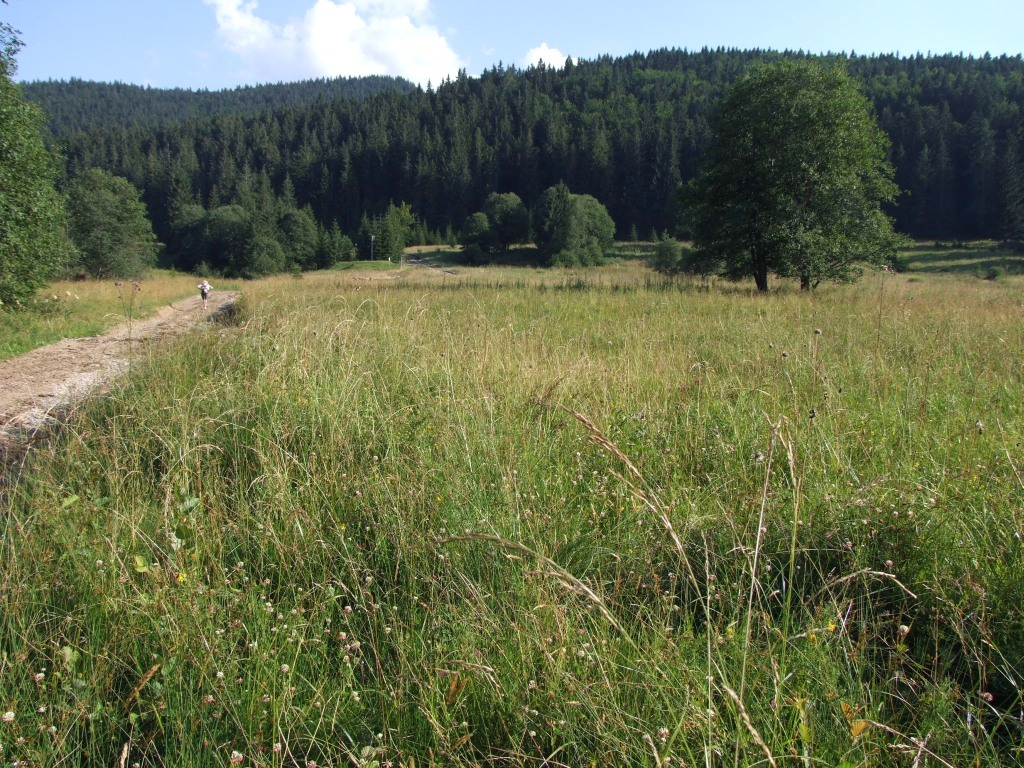
Czymchowska Polana. W tle Turek i podnóża Czaplowego Wierchu

Czymchowska Polana (słow. Čimhovská poľana) – polana w słowackich Tatrach Zachodnich, na dnie Doliny Cichej Orawskiej. Położona jest w górnej części tej doliny, na wysokości około 840–890 m n.p.m., po lewej stronie potoku Cicha Woda, pomiędzy uchodzącym do niego Czaplowym Potokiem i Juraniowym Potokiem.
Polana jest duża i równa, miejscami podmokła. Dawniej była jednym z centrów pasterstwa w tym rejonie, obecnie również jest koszona. Dzięki temu nie zarasta lasem i dalej dwukrotnie w ciągu roku zakwitają na niej typowe rośliny hal pasterskich: wiosną masowo na fioletowo-liliowo kwitnie krokus spiski, zaś jesienią na różowo-liliowo zakwita zimowit jesienny. Przez polanę przebiega droga gospodarcza do polany Czaplówka, a w dolnym jej końcu znajduje się leśniczówka Cicha (horáreň Ticha).
Wzdłuż polany i Cichej Wody przebiega dobra droga, nie prowadzi nią jednak szlak turystyczny (dochodzi tylko do Szatanowej Polany). Polana znajduje się już na obszarze Tatrzańskiego Parku Narodowego, którego granica przebiega w tym miejscu wzdłuż tejże drogi.
Jest jedną z kilku polan w Dolinie Cichej. Od strony Orawic są to kolejno polany: Dunajowa, Szatanowa, Czymchowska, Czaplówka i Cicha – wszystkie po południowej stronie drogi biegnącej dnem doliny.